# 카를 네하머
카를 네하머(독일어: Karl Nehammer, 1972년 10월 18일~)는 오스트리아의 정치인으로, 오스트리아 국민당 소속으로 활동하고 있다. 국민당 사무총장과 내무장관을 역임했으며, 알렉산더 샬렌베르크 총리가 취임 2개월 만에 사퇴하면서 2021년 12월부터 후임 연방총리를 지내고 있다.

## 생애
1972년 10월 18일 빈에서 태어났다. 1993년 오스트리아 육군에 장기 복무를 전제로 한 1년 지원병으로 입대했으며 이후 1996년까지 복무했다. 이후 크렘스 성인교육대학교에 입학해 언론학을 전공했다. 2007년 오스트리아 국민당에 입당해 언론 담당직을 역임했다. 2017년 선거에서 처음 당선됐으며, 다음해인 2018년 당 사무총장에 임명됐다.
2020년 1월 제바스티안 쿠르츠 총리가 2차 내각을 조직하면서 내무장관에 임명됐다. 내무장관으로 재직하는 동안 쿠르츠와 함께 이민·난민 수용에 부정적인 입장을 취했다. 한편 2020년 11월 발생한 빈 테러에서 총격 정보를 미리 입수하고도 제대로 대처하지 못했다는 비판을 받았다. 2021년 10월 쿠르츠가 물러난 후 알렉산더 샬렌베르크가 총리직에 오른 후에도 내무장관에 유임했다.
2021년 12월 쿠르츠가 정계에서 은퇴하자 샬렌베르크도 연방총리에서 물러나겠다고 발표했다. 이에 따라 국민당이 후임으로 그를 선출하면서 2021년 12월 6일 총리직에 올라섰다. 총리로 재임하던 중 1월 7일에 코로나-19 검사에서 양성 판정을 받아 자가 격리에 들어갔다. 격리 후 업무에 복귀하면서 4월에는 우크라이나 침공 후 서유럽 정치인으로는 처음으로 블라디미르 푸틴과 대면 회담을 가졌으나 큰 성과 없이 마쳤다.

## 사생활
유명 TV 진행자 페터 니데츠키의 딸인 카타리나 니데츠키와 결혼했다. 둘 사이에 자녀는 2명이다. 이외에 파니라는 이름의 반려견을 기르고 있다.

## 같이 보기
- 오스트리아의 연방총리 목록